# Geraldo Ataliba
José Geraldo de Ataliba Nogueira (São Paulo, 11 de maio de 1936 — São Paulo, 15 de novembro de 1995) foi um jurista formado pela Faculdade de Direito da Universidade de São Paulo (USP). Foi Professor titular da Faculdade de Direito da USP e da Pontifícia Universidade Católica de São Paulo (PUC-SP), além de Reitor da PUC-SP durante o período militar.
É filho do também Professor Catedrático da Faculdade de Direito da Universidade de São Paulo, José Carlos de Ataliba Nogueira.
Faleceu precocemente, aos 59 anos, em 15 de novembro de 1995.

## Escritos em homenagem
- BOTTALLO, Eduardo Domingos (Coord.). Direito tributário: homenagem a Geraldo Ataliba. São Paulo: Quartier Latin, 2005. 351 p. Publicação promovida pelo Instituto Geraldo Ataliba – IDEPE.
- CARRAZZA, Roque Antônio, 1949-. Homenagem a Geraldo Ataliba. Caderno de Direito Constitucional e Ciência Política. São Paulo, n. 16, p. 82-85, jul./set. 1996.
- CARRAZZA, Roque Antônio, 1949-. Homenagem a Geraldo Ataliba. Revista ANAMATRA. São Paulo, n. 27, p. 13-15, jun./jul. 1996.
- VELLOSO, Carlos Mário da Silva, 1936-. Geraldo Ataliba, jurista maior e mestre de vida. Revista de Direito Constitucional e Internacional. São Paulo, n. 49, p. 7-20, out./dez. 2004.
- VELLOSO, Carlos Mário da Silva, 1936-. Geraldo Ataliba, jurista maior e mestre de vida. Fórum Administrativo: Direito Público. Belo Horizonte, n. 43, p. 4372-80, set. 2004.
- VELLOSO, Carlos Mário da Silva, 1936-. Geraldo Ataliba, jurista maior e mestre de vida. Revista Trimestral de Direito Público. São Paulo, n. 39, p. 243-53, jul./set. 2002.